# José Alfredo Torres Huitrón
José Alfredo Torres Huitrón, es un político nacido en Ecatepec de Morelos, Estado de México el 12 de diciembre de 1973. Desde el 1 de septiembre de 2015 es diputado federal dentro de la LXIII Legislatura del Congreso de la Unión de México por el Distrito 13 del Estado de México, con cabecera en Ecatepec de Morelos. Dentro de la Cámara de Diputados es secretario de la Comisión de Atención a Grupos Vulnerables y miembro de las Comisiones de Vivienda y Fomento Cooperativo y Economía Social.

## Estudios
Estudió la licenciatura en Administración de Empresas en el Centro Universitario Valle de Anáhuac, Campus el Oro, Estado de México; Maestría en Docencia Universitaria por la Universidad Tolteca de México.

## Trayectoria Política
Ha desempeñado su carrera política dentro del Partido Revolucionario Institucional. En 2003 fue elegido como Regidor de Ecatepec de Morelos. Durante el año 2005 fue Coordinador Distrital de Representación Proporcional en el Distrito Local XLII y Consejero Político Propietario Municipal y Estatal. Fue Secretario Estatal del Movimiento Urbano Vecinal en 2007. También en ese año fue Consejero Político Nacional Suplente. Un año antes fue Representante Estatal de la Confederación Nacional de Organizaciones Populares ante la CEDIP del Estado de México además de ser el encargado del Despacho de la Confederación Nacional de Organismos Populares (CNOP) en Coacalco de Berriozábal. En el año 2009 fue diputado federal de la LXI Legislatura del Congreso de la Unión de México por el Distrito 13 del Estado de México con cabecera en Ecatepec; dentro de la Cámara de Diputados fue secretario de la Comisión Ordinaria de Pesca y miembro de la Comisión Ordinaria de Medio Ambiente y Recursos Naturales.
Actualmente se desempeña como Secretario de Gestión Comunitaria en la "Coordinadora Río de Luz, A.C." la cual se encarga del desarrollo social de esa comunidad de Ecatepec de Morelos.